# Hessisch Oldendorf
Hessisch Oldendorf est une ville de Basse-Saxe, en Allemagne, située dans l'arrondissement de Hamelin-Pyrmont.

## Géographie
Hessisch Oldendorf se situe à 13 km au nord-ouest de Hamelin, au bord de la Weser.

### Quartiers
- Hessisch Oldendorf
- Großenwieden - Großenwieden et Kleinenwieden
- Rohdental - Rohden, Segelhorst et Welsede
- Hohenstein - Barksen, Krückeberg, Langenfeld, Wickbolsen et Zersen
- Süntel - Bensen, Haddessen, Höfingen et Pötzen
- Fischbeck - avec Stift Fischbeck et Weibeck
- Sonnental - Friedrichsburg, Friedrichshagen, Fuhlen, Heßlingen, Rumbeck
- Hemeringen/Lachem - Hemeringen et Lachem

## Histoire
| Appartenances historiques Comté de Schaumbourg 1237-1640 Landgraviat de Hesse-Cassel 1640-1803 Électorat de Hesse 1803–1807 Royaume de Westphalie 1807–1813 Électorat de Hesse 1813–1866 Royaume de Prusse (Province de Hesse-Nassau) 1866–1918 République de Weimar 1918-1933 Reich allemand 1933-1945 Allemagne occupée 1945-1949 Allemagne 1949-présent |

- La fondation d'Oldendorf remonte probablement au deuxième quart du XIIIe siècle.
- Vers 1500 la ville comptait environ 1 300 habitants.
- En 1552 la Réforme protestante atteignait le comté de Schaumburg et de ce fait également Oldendorf.
- Après la mort du dernier comte, en 1640, Oldendorf et Rinteln ont intégré le landgraviat de Hesse-Cassel.
- Entre 1807–1813 Oldendorf a fait partie du royaume de Westphalie napoléonien.
- En 1866, après l'annexion de Hesse-Cassel par la Prusse, la ville a été intégrée à la province de Hesse-Nassau.
- En 1932 la ville intégra la province de Hanovre.
- Le 1er août 1977 la ville, qui s’appelait jusqu'alors "Oldendorf unter der Schaumburg", fut intégrée à l'arrondissement de Hamelin-Pyrmont et prit le nom de "Hessisch Oldendorf".

## Population
- 1939 : 10 991
- 1950 : 21 412
- 1970 : 17 829
- 1983 : 18 990
- 1995 : 20 125
- 2005 : 19 771
- 2011 : 18 827

## Personnalités
- Konrad Schlüsselburg (1543-1619), pasteur protestant et théologien luthérien, né à Hessisch Oldendorf.
- Friedrich Baethgen (1849-1905), théologien né à Lachem.
- Heinrich Krone (1895-1989), homme politique né à Hessisch Oldendorf.
- Rudolf Holste (1897-1970), général né à Hessisch Oldendorf.
- Agnes Kant (1967-), femme politique née à Hessisch Oldendorf.

## Jumelages
- Gransee (Allemagne) depuis 1993